# Феніус Фарсаїд
Феніус (Феній Фарсайд; Phoeniusa, Phenius, Féinius; Farsa, Farsaidh) — легендарний цар Скіфії, що фігурує в різних версіях ірландської міфології. Він був сином Боата, сина Маґоґа. Інші джерела повідомляють про його походження від Гомера. За деякими традиціями, він винайшов огамічний алфавіт і гельську мову.
Відповідно до рецензій M і A «Книги захоплення» (XI століття), Феніус та його син Ніул вирушили до Вавилонської вежі (у редакції B натомість це Ріфат Скот, син Гомера). Ніул, навчений багатьма мовами, одружився зі Скотою, донькою фараона Цингріса з Єгипту. У них народився син Ґойдель Ґлас.
У «Книзі захоплення» він згадується як один із 72 вождів, які збудували Вавилонську вежу Німрода, і який вирушив до Скіфії після того, як вежа впала.
За «Auraicept na n-Éces», Феніус вирушив зі Скіфії разом з Ґойделем мак Етеуаром, Шаром мак Немом та почтом із 72 вчених. Вони прийшли на рівнину Сеннаар, щоб вивчати змішані мови у вежі Німрода. Виявивши, що носії змішаних мов вже розійшлися, Феній послав своїх учених по них, а сам залишився у вежі, координуючи зусилля. Через десять років дослідження були завершені, і Феніус створив у Bérla tóbaide «обрану мову», взявши найкраще від кожної зі змішаних мов. Він назвав мову гойдельською, на честь Ґойделя. Він також створив розширення, названі Bérla Féne, на честь себе, Íarmberla, на честь Шара мак Нема, і Beithe-luis-nuin (огам) як удосконалену систему письма для своїх мов і Béarla na bhFileadh — «мову поетів». Таємна мова поетів, гнайт-бхерла, спільна мова та діалект неписьменної більшості, пізніше стала давньо- і середньоірландською, а потім і сучасною ірландською.
Аураїцепт стверджує, що Феніус Фарсаїд відкрив чотири алфавіти, єврейський, грецький, латинський, і, нарешті, огам. Він вважає огам найбільш досконалим, тому що його було створено останнім.